# گیمری
گیمری (به لاتین: Gimry) یک روستا در روسیه است که در داغستان واقع شده‌است.